# Sally Stanford
Sally Stanford (5 de mayo de 1903 – 1 de febrero de 1982) fue una madam, restauradora, concejal y alcaldesa de Sausalito, California.
Mabel Stanford nacida Janice Busby, en Oregón en 1903, se mudó a San Francisco en 1924. De 1940 a 1949, fue la madam de un burdel de lujo en 1144 Pine Street en Nob Hill en una casa diseñada por el prestigioso arquitecto Stanford White. Adoptó el apellido como uno de sus muchos seudónimos además de Mabel Busby. Según su autobiografía Lady of the House,  vio un titular de periódico sobre que el equipo de fútbol de la Universidad de Stanford había ganado un partido y adoptó el apellido.

## Madam
Stanford dirigió uno de los burdeles de lujo más notorios de San Francisco. Herb Caen el columnista del San Francisco Chronicle escribió "las Naciones Unidas fueron fundadas en el burdel de Sally Stanford" debido a la cantidad de delegados de la conferencia fundadora de la organización en 1945 que eran clientes de Stanford; muchas sesiones de negociación reales, si bien informales, tuvieron lugar en el salón del burdel. La visita del abogado del distrito de San Francisco Pat Brown al establecimiento ayudó a su elección en 1950 como fiscal general para el Estado de California. El edificio fue derribado en 1961 para construir un condominio.
En 1967, Stanford hizo una aparición sorpresa en el almuerzo para hombres durante la Convención Anual de los Jaycees de California. Entró a la sala de baile del San Francisco Hilton luciendo una larga boa de plumas sobre un adornado vestido de noche con cola. Sentados en la mesa principal estaban el senador Edward Kennedy, el alcalde Joseph Alioto, el abogado Melvin Belli y el recién elegido presidente de los Jaycees de California Drew Frohlich. Subió al podio después de saludar a cada dignatario con un abrazo y un beso en la mejilla. Stanford entonces sorprendió mencionando a cada uno de sus clientes pasados o presentes.

## Política y asuntos cívicos
En 1950, Stanford reabrió el viejo restaurante Walhalla en Sausalito, California donde pasó a residir. La noche de la apertura estuvo llena de música, luces, y notables de San Francisco y unas cuantas "celebridades" de Sausalito también asistieron. Allí se volvió activa en los asuntos cívicos locales. Se postuló seis veces para alcaldesa del ayuntamiento de Sausalito antes de resultar ganadora en las elecciones de 1972. También sirvió como vicepresidenta de la cámara de comercio y patrocinó un pequeño equipo de liga en 1976. 
En 1985, la ciudad de Sausalito encargó una fuente para beber en honor a Sally y su perro Leland. El alfarero local Eric Norstad construyó una fuente para beber varias personas con una cuenco inscrito con las palabras "Tómate un trago por Sally." El pilón cuenta en la parte inferior con otro cuenco largo donde se lee "Tómate un trago por Leland" para los perros que visitan el sitio. La fuente de agua potable se encuentra en el muelle del transbordador de Sausalito.
Stanford murió de un ataque al corazón a los 78 años en el Marin General Hospital.

## En el cine
- Lady of the House (1978), película para televisión protagonizada por Dyan Cannon.